# Нимфеум

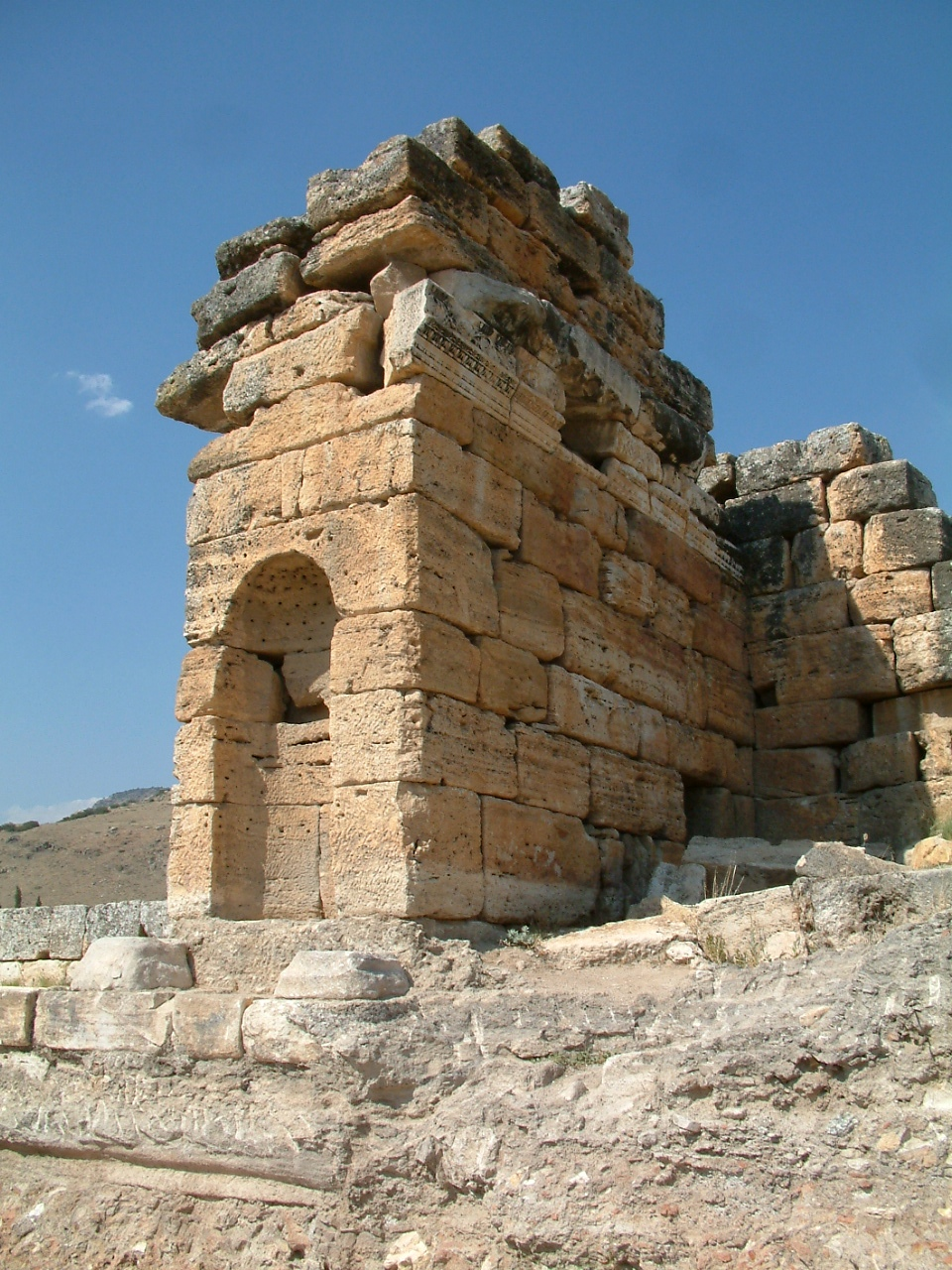
Нимфеум в Иераполе

Нимфеум, нимфей (др.-греч. νυμφαῖον) — архитектурное сооружение, в античности — небольшое святилище, которое посвящали водным нимфам, обычно сооружалось у источника воды или водоёма — крены (др.-греч. κρηνη). У римлян — лутерий (лат. luteris — бассейн для омовений, купель).

## Античные нимфеи
В Древней Греции святилищами нимф, божеств природных сил, считались пещеры, рощи, леса. Но поскольку древнегреческие нимфы покровительствовали не только природным явлениям, но и творческим деяниям человека, то и храмы нимф часто сближали по смыслу с волшебными источниками, например с Гиппокреной (Иппокреной; греч. Ἵππου κρήνη — конский источник) — священным источником поэтического вдохновения на вершине Геликона в Беотии, возникшего от удара копытом крылатого коня Пегаса. Такую же роль играл Кастальский источник на горе Парнас.
П. П. Муратов посвятил выразительные строки природному святилищу нимфы Эгерии в римской Кампанье:

 «Капли, падающие с потолка в гроте Эгерии, ещё и теперь слышны, как лепет нимфы, который умел понимать когда-то Нума Помпилий… Всё это место со стоячими водами Алмоне, с камышом, зелёными холмами и могучими дубами священной рощи, с прохладной тенью нимфея, кажется легендарным и чудесным. Bosco Sacro состоит из нескольких очень старых вечнозелёных дубов, растущих правильным кругом… Внутри готово место для алтаря, но и без алтаря здесь живёт дух античной религии»
В эллинистическое и римское время лесным и озёрным нимфам стали посвящать небольшие сооружения над источниками воды — эдикулы, стелы, мраморные фонтаны, чаши и бассейны. Иногда стену или пилон оформляли нишей со статуей нимфы, фонтаном и чашей. «В I—II в. н. э. в домах римских патрициев и на помпейских виллах сооружали отдельные помещения с фонтанами, также называемые нимфеями. Фонтан давал прохладу, а небольшой алтарь служил жертвоприношениям домашним богам: ларам и пенатам».
Нимфеи также строили в виде квадратных или круглых в плане зданий с колоннами, иногда в несколько этажей, либо постройку типа толоса, позднее — стилизованную под естественную пещеру: грот. Например в Поццуоли вблизи Неаполя сохранились руины Нимфеума Дианы (от которого остался круглый фундамент и часть возвышения).
В период эллинизма и в Древнем Риме «нимфеумами» стали называть сооружения, украшавшие источники воды, а также городские здания с водоёмами для бытовых нужд, но освящённые изображениями нимф или аллегорическими статуями. Сохранился целый ряд остатков подлинных античных нимфеумов, найденных при археологических раскопках, в частности в странах Ближнего Востока, который ранее входил в сферу эллинистического и римского влияния.
Нимфеем был выдающийся памятник античной архитектуры Септизоний (лат.  Septizonium, от лат. septem — семь и лат. zona — пояс, обрамление) — монументальное сооружение в Риме у подножия Палатина сооружённый в 203 году н. э. императором Септимием Севером. Сооружение имело семь ярусов с нишами и рядами колонн, было богато украшено мрамором и статуями. Нимфей был полностью разрушен по приказу папы Сикста V в 1588—1589 годах; оставшийся строительный материал использовался для новых построек, в частности, для Сикстинской капеллы и базилики Санта-Мария-Маджоре. Сохранились лишь некоторые остатки фундамента и зарисовки руин нимфея, сделанные в эпоху Ренессанса.
В Малой Азии сооружали огромные нимфеи с колоннадами, портиками и статуями. Одна из наиболее ярких реконструкций воспроизводит облик монументального нимфея в Милете, оформлявшего рыночную площадь античного города (I—III в. н. э.). От сооружения остались лишь руины.
В раннехристианскую эпоху нимфеумы выполняли функцию баптистериев. В средневековье античные крены переоборудовали в «Святые колодцы» (лат. Sacrum Puteus) — «путеалы», водоёмы, иногда с фонтаном в центре и с навесом — киворием, находящиеся посреди атриума или двора монастыря — клуатра. Такой водоём символически переосмысливался как источник вечной жизни, которую дарует вера в Христа. Близкий средневековый памятник, хотя и иной функции и композиции, — «Колодец предков», или «Колодец Моисея», — работа фламандского скульптора Клауса Слютера выполненная для картезианского монастыря Шанмоль вблизи Дижона, Франция.

## Фонтаны и архитектурные сооружения Нового времени, восходящие к античным нимфеям
Ренессансные и барочные городские фонтаны, прежде всего фонтаны Рима, также восходят к античным нимфеям. Например, Фонтан «Аква-Феличе» (итал. Fontana dell'Acqua Felice), также известный как «Фонтан Моисея», — монументальный барочный фонтан, расположенный на Квиринальском холме в Риме, Италия. Он оформляет окончание одноимённого античного акведука, возобновлённого по велению Папы Сикста V. Фонтан в 1585—1588 годах спроектировал и построил Доменико Фонтана. Античные источники имеет и знаменитый Фонтан Треви в Риме.
Один из самых знаменитых памятников эпохи французского Ренессанса — шедевр архитектора Пьера Леско и скульптора Жана Гужона: «Фонтан невинных» в Париже (1547—1549), восходящий к традициям античных нимфеев. В период неоклассицизма и увлечения античным искусством, в европейских поместьях и парках стали возникать павильоны-нимфеумы, обычно представлявшие собой архитектурные фантазии на античные темы. Такие нимфеумы можно увидеть во многих странах и городах Западной Европы. «Купальня нимф» (Nymphenbad) имеется в Цвингере, уникальном архитектурно-скульптурном ансамбле в стиле немецкого барокко в центре Дрездена (Саксония), творение архитектора М. Д. Пёппельмана и скульптора Б. Пермозера (1709—1719).
В российских усадьбах павильоны схожего типа обычно назывались гротами.

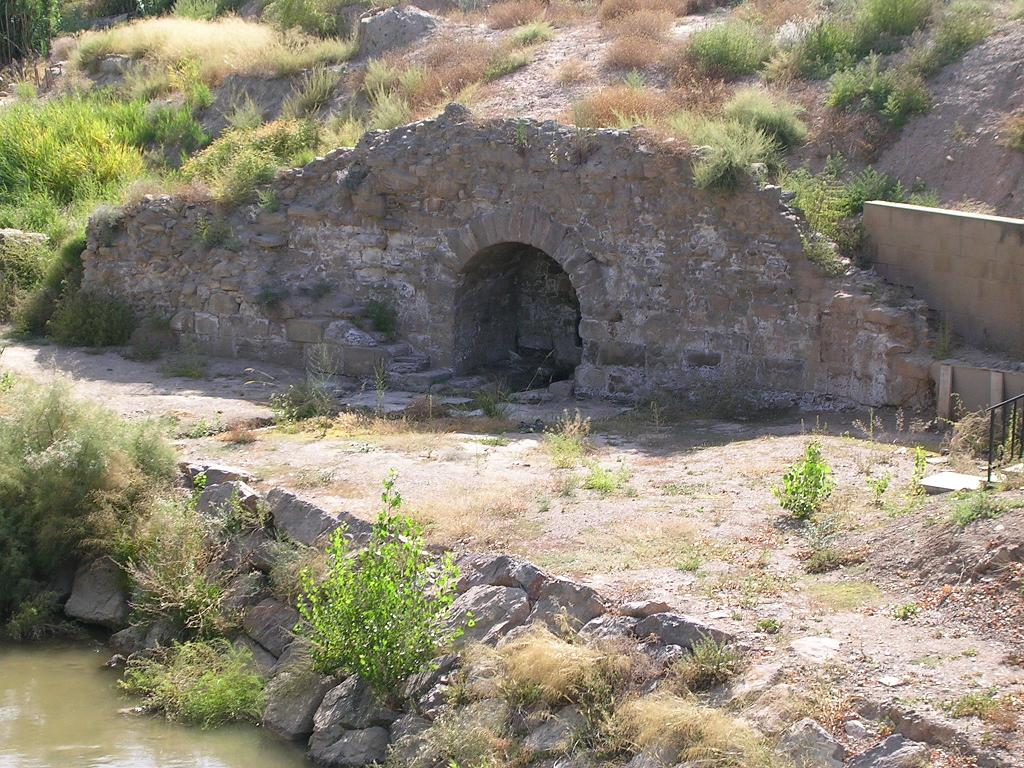
Античный нимфеум. Риоха, Испания
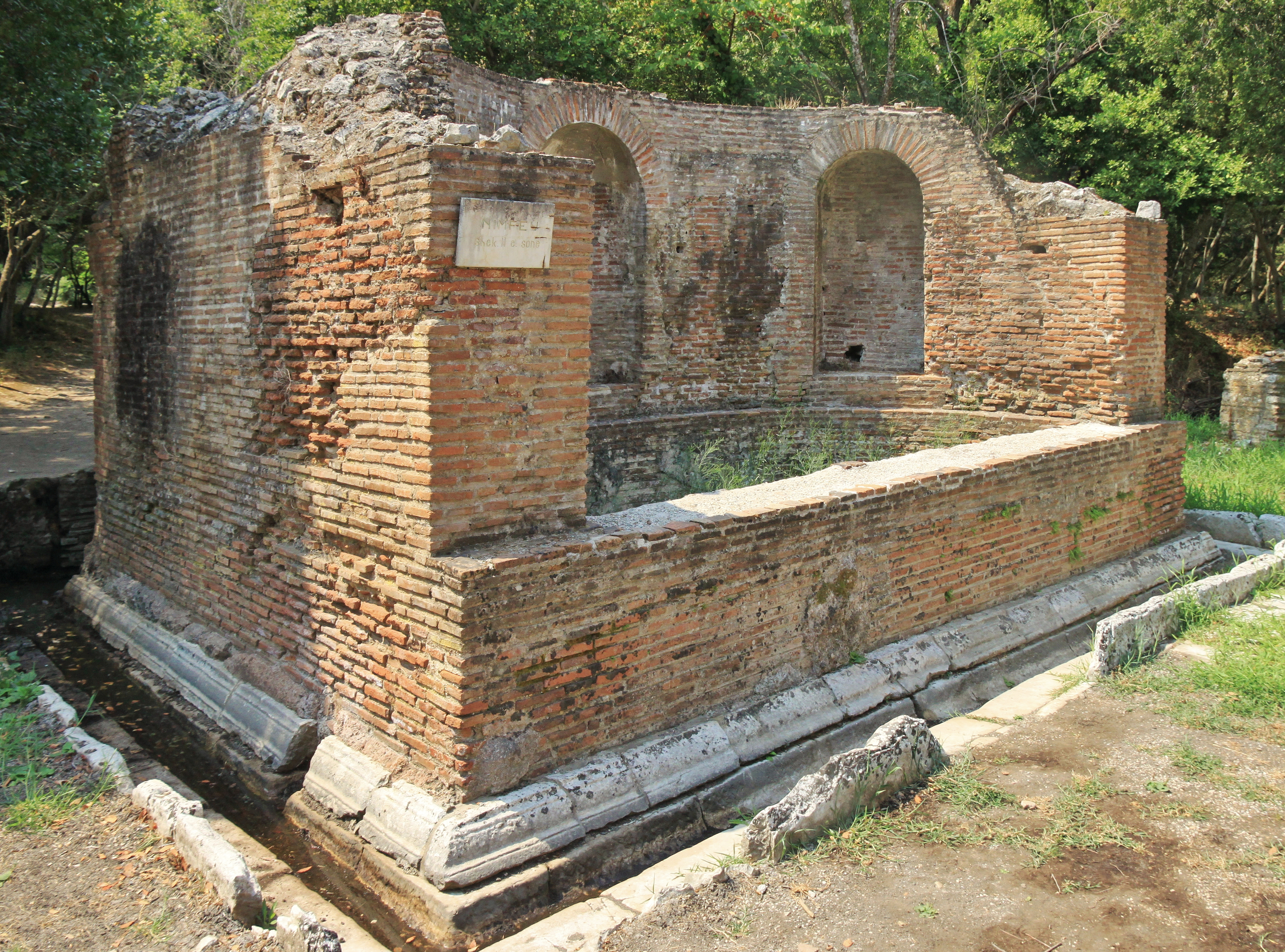
Античный нимфеум. Бутринти, Албания
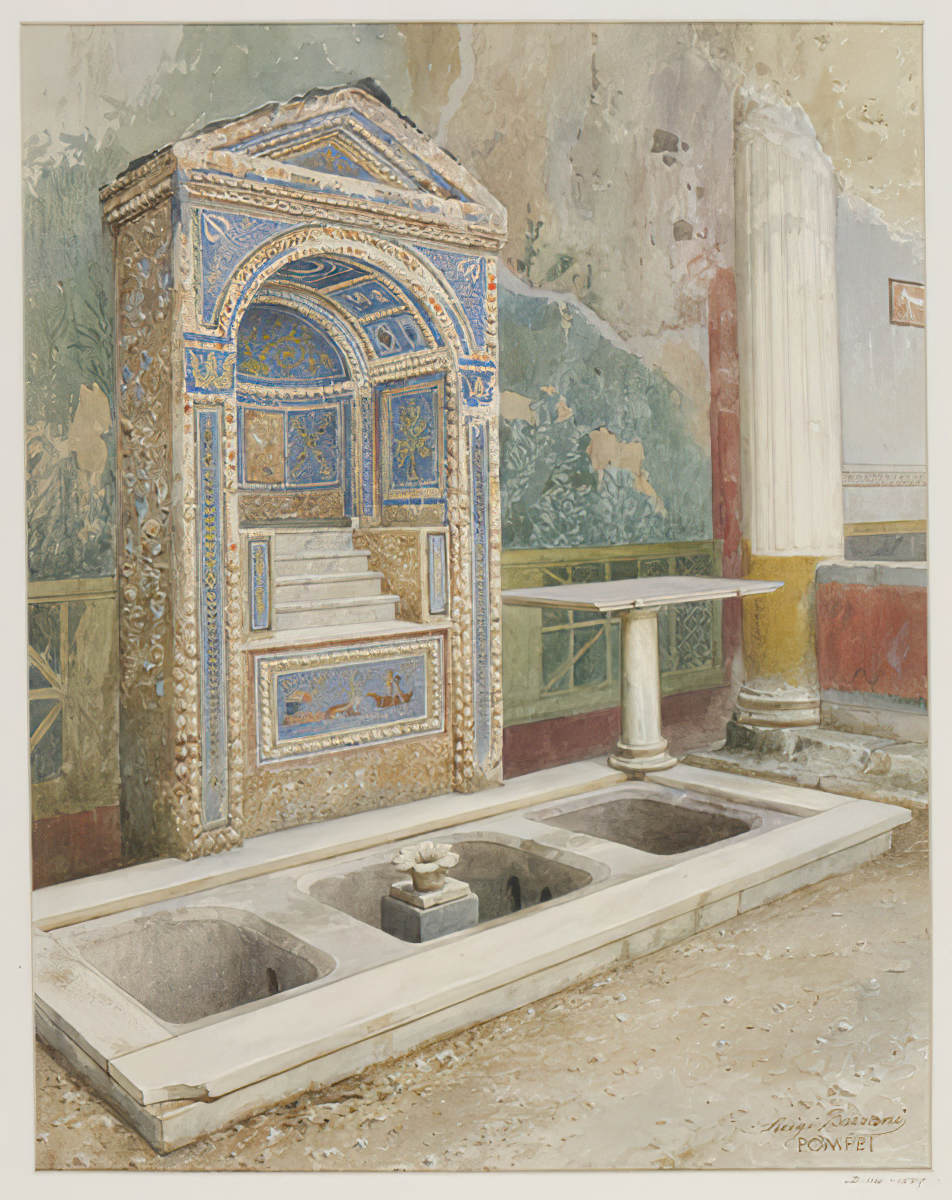
Л. Баццани. Мозаичный фонтан в Помпеях. 1899. Акварель. Музей Виктории и Альберта, Лондон
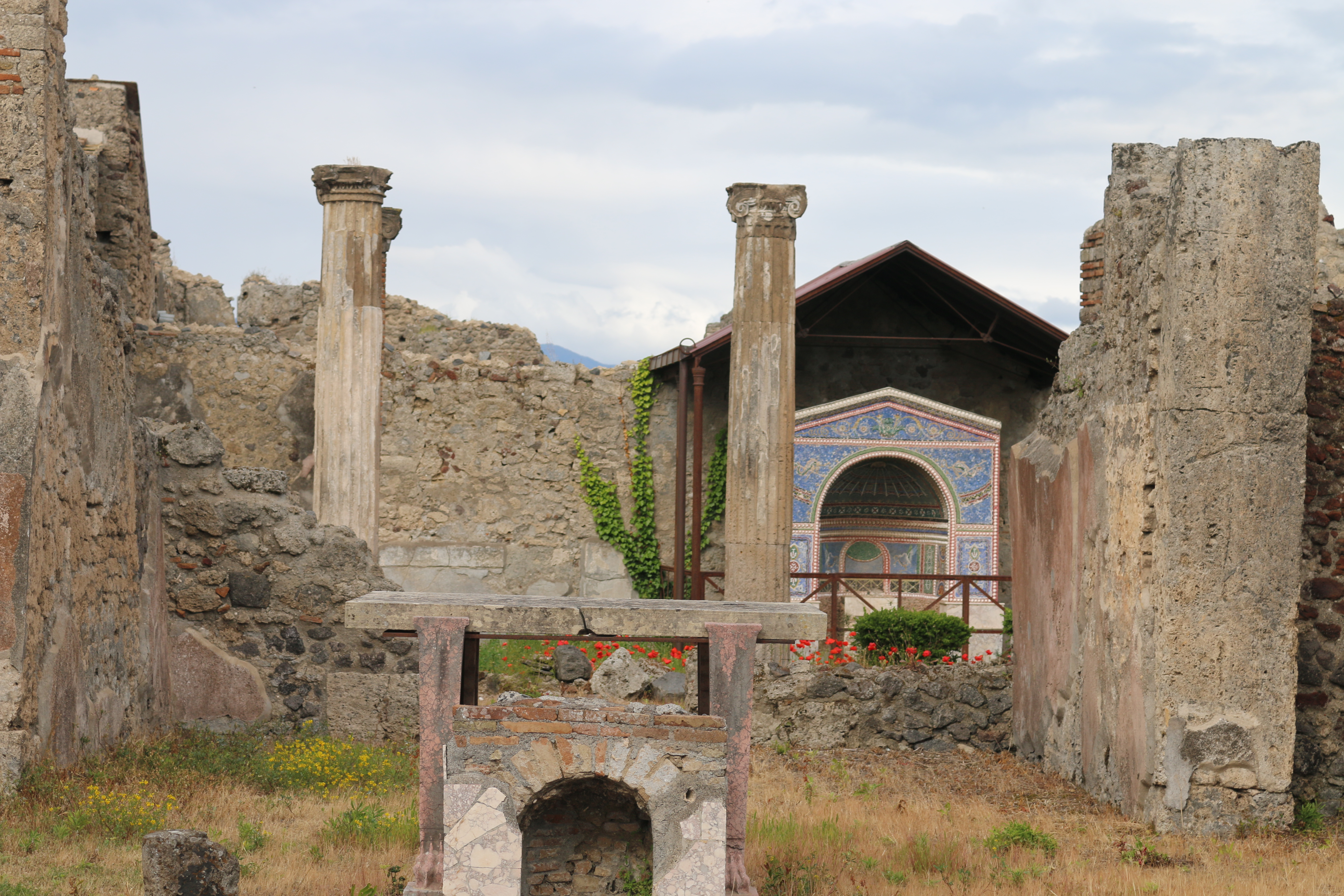
Вид на атриум с нимфеем. "Дом учёных" в Помпеях
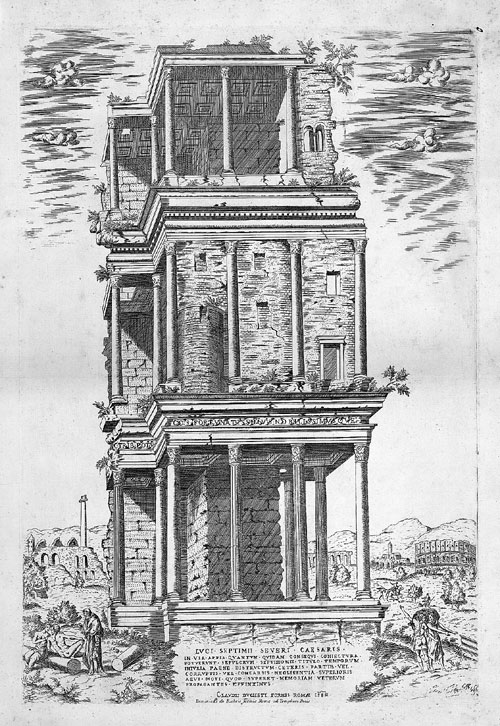
Септизоний в Риме. 203 г. н. э. Иллюстрация из книги «Formis Romae», 1582
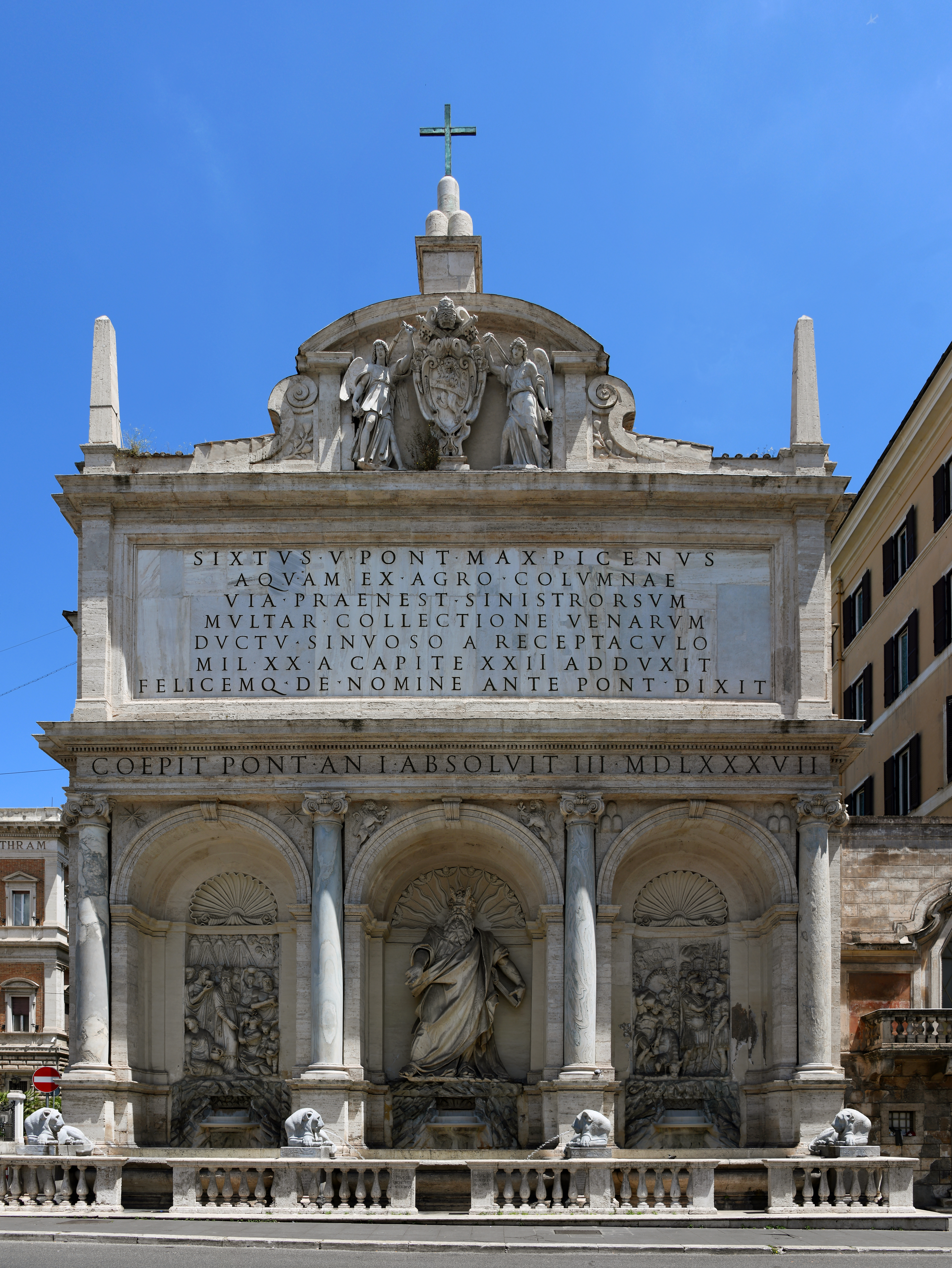
Фонтан Моисея, или Аква Феличе. 1585—1588. Архитектор Д. Фонтана. Рим
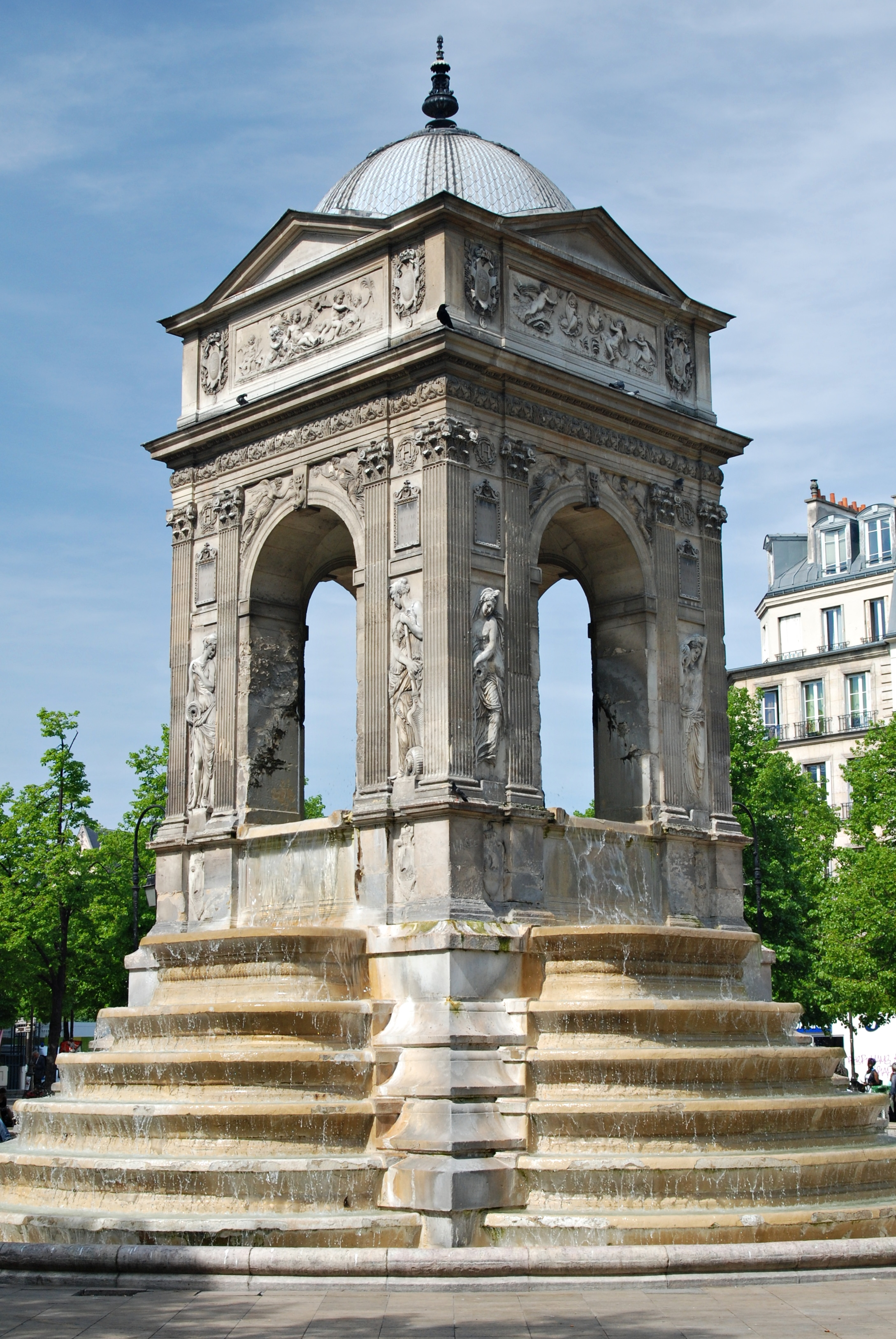
Фонтан невинных. 1547—1549. П. Леско, Ж. Гужон. Париж
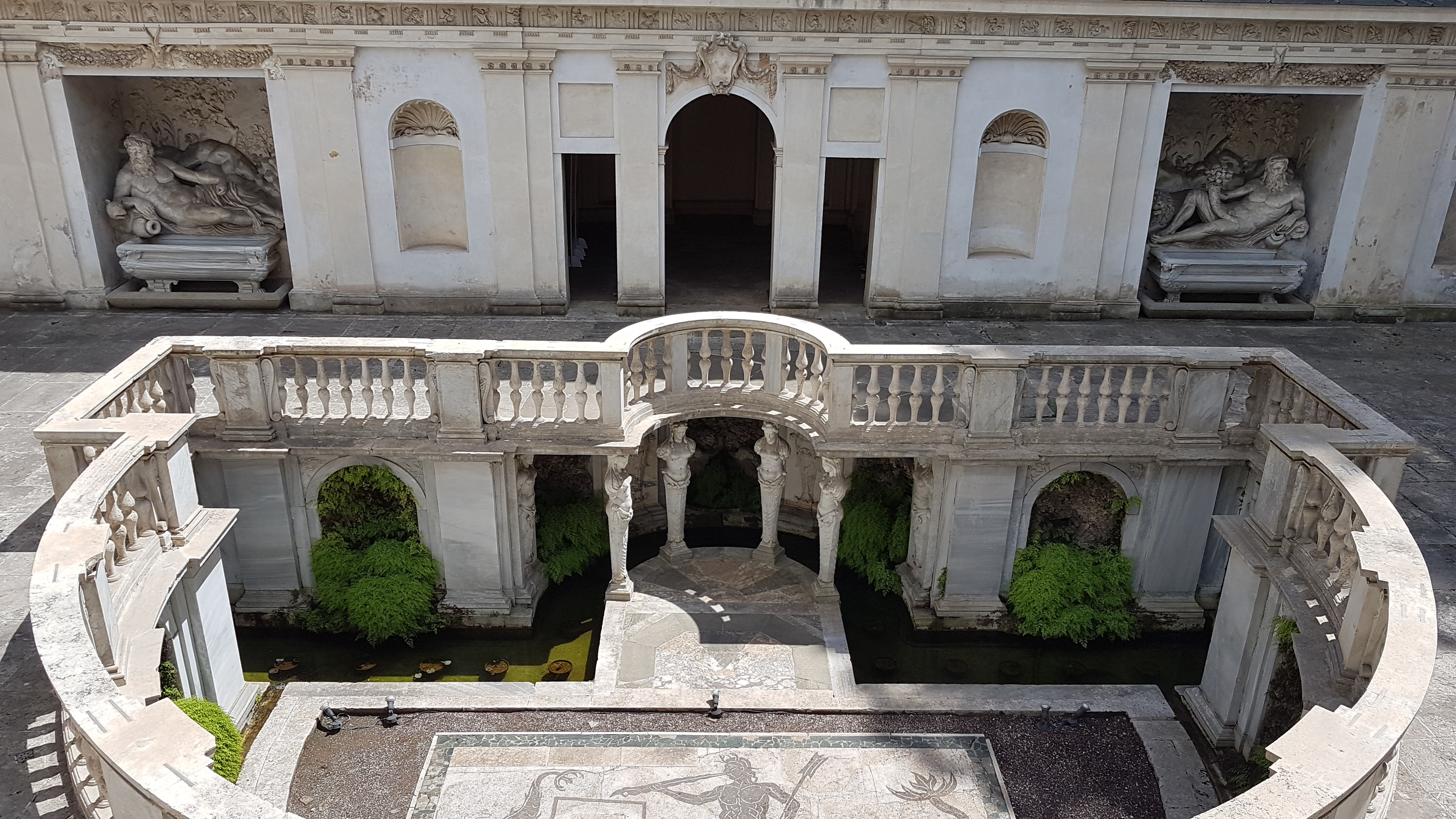
Нимфей виллы Джулия в Риме. 1550—1555. Дж. Виньола, Б. Амманати
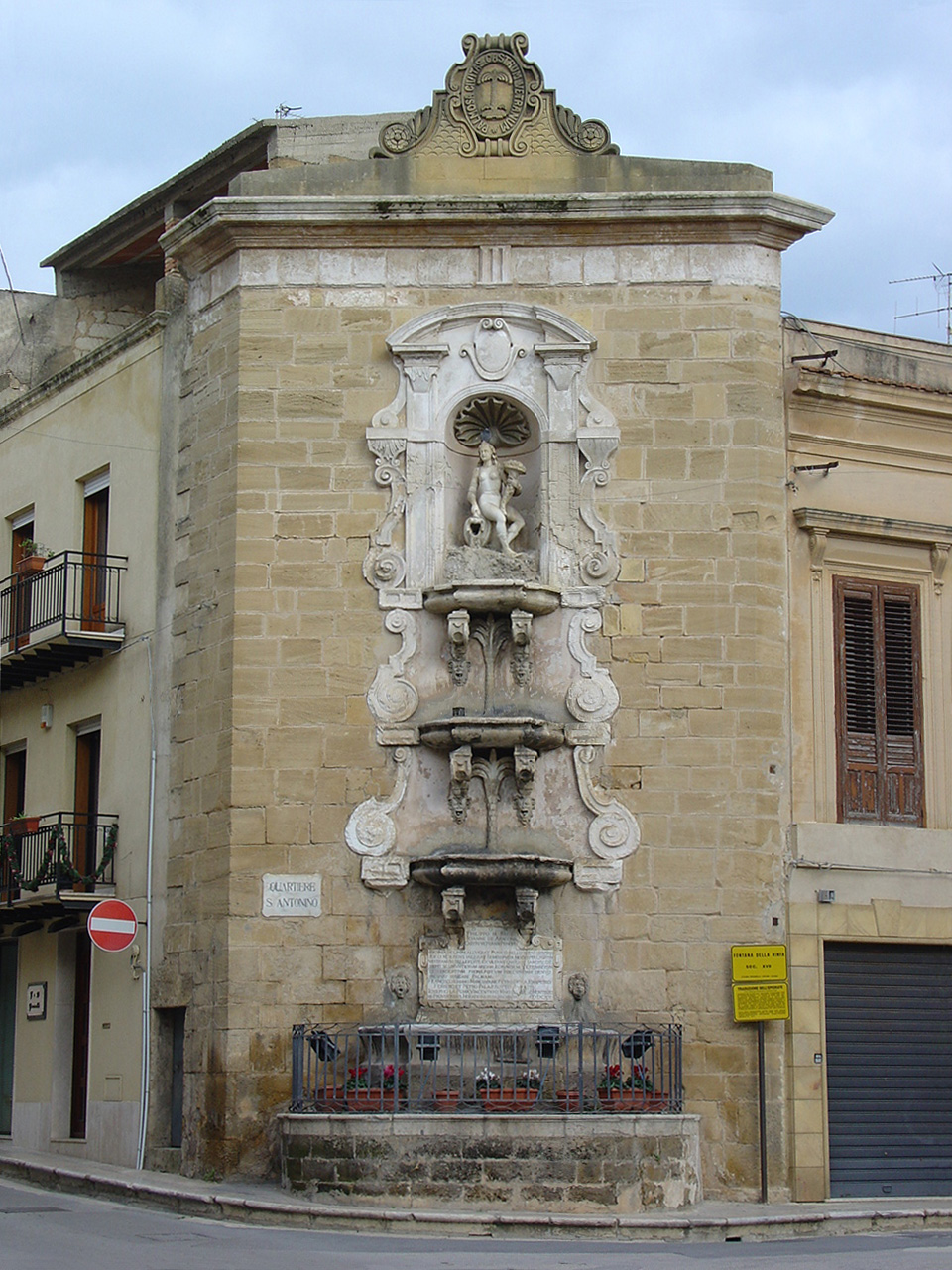
Фонтан Нимфы. Трапани, Сицилия
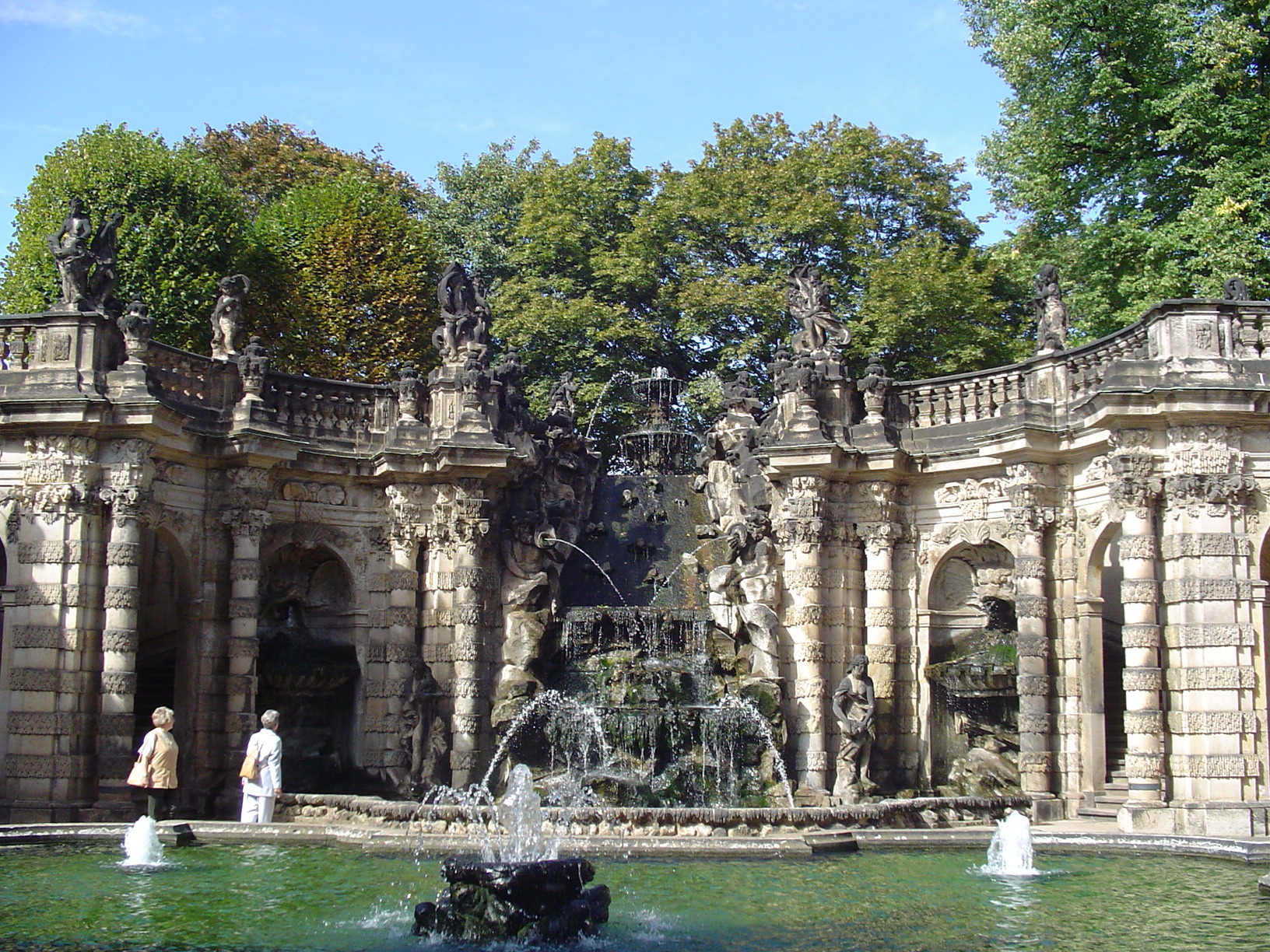
Купальня нимф в Цвингере, Дрезден. 1709—1719. Архитектор М. Д. Пёппельман, скульптор Б. Пермозер
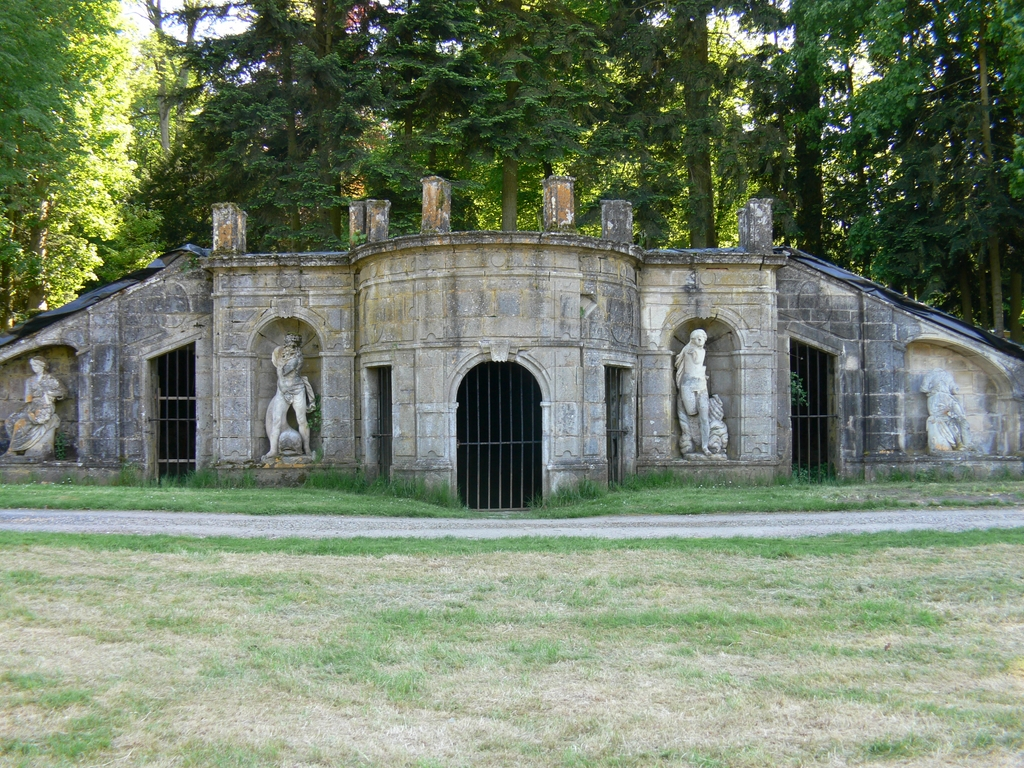
Нимфеум замка Гербевье, Лотарингия
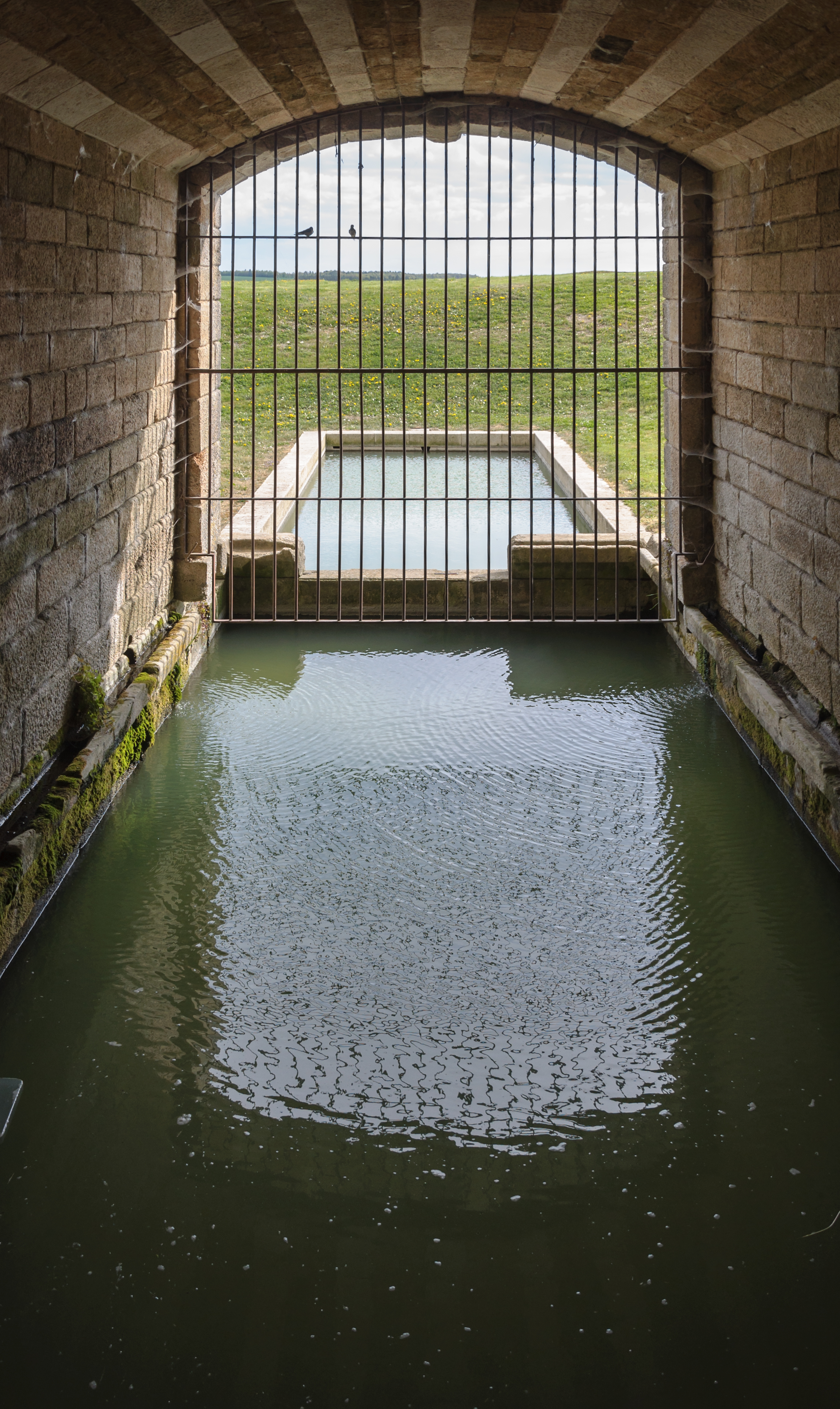
Интерьер Нимфеума. Замок Мон, Бургундия, Франция
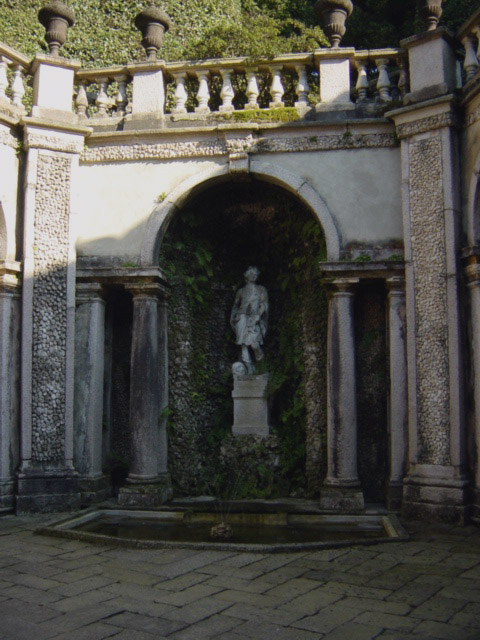
Барочный нимфеум на острове Изола-Белла, Северная Италия
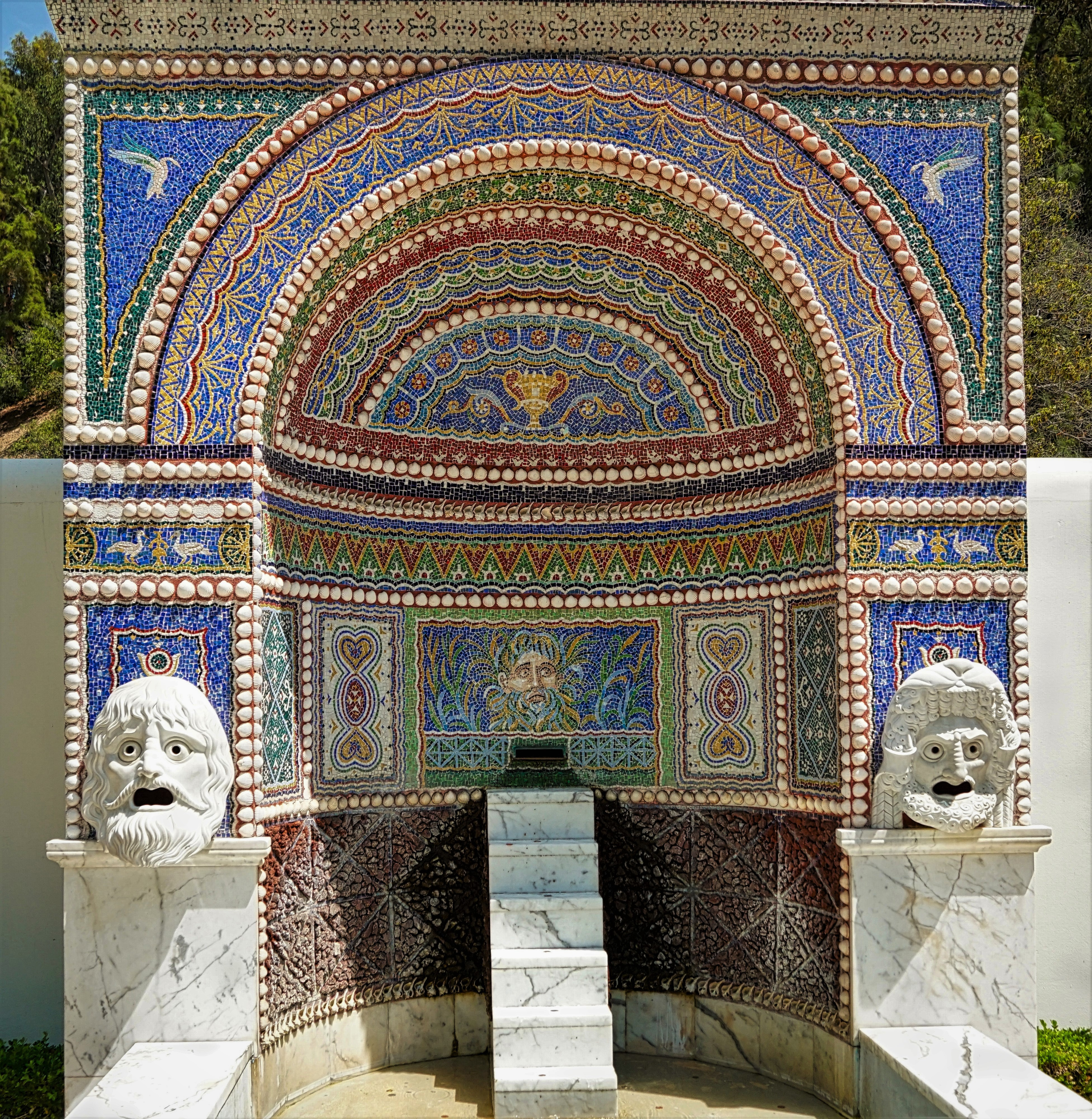
Нимфей Виллы Гетти, Калифорния. Копия нимфея из Дома большого фонтана в Помпеях. 1970
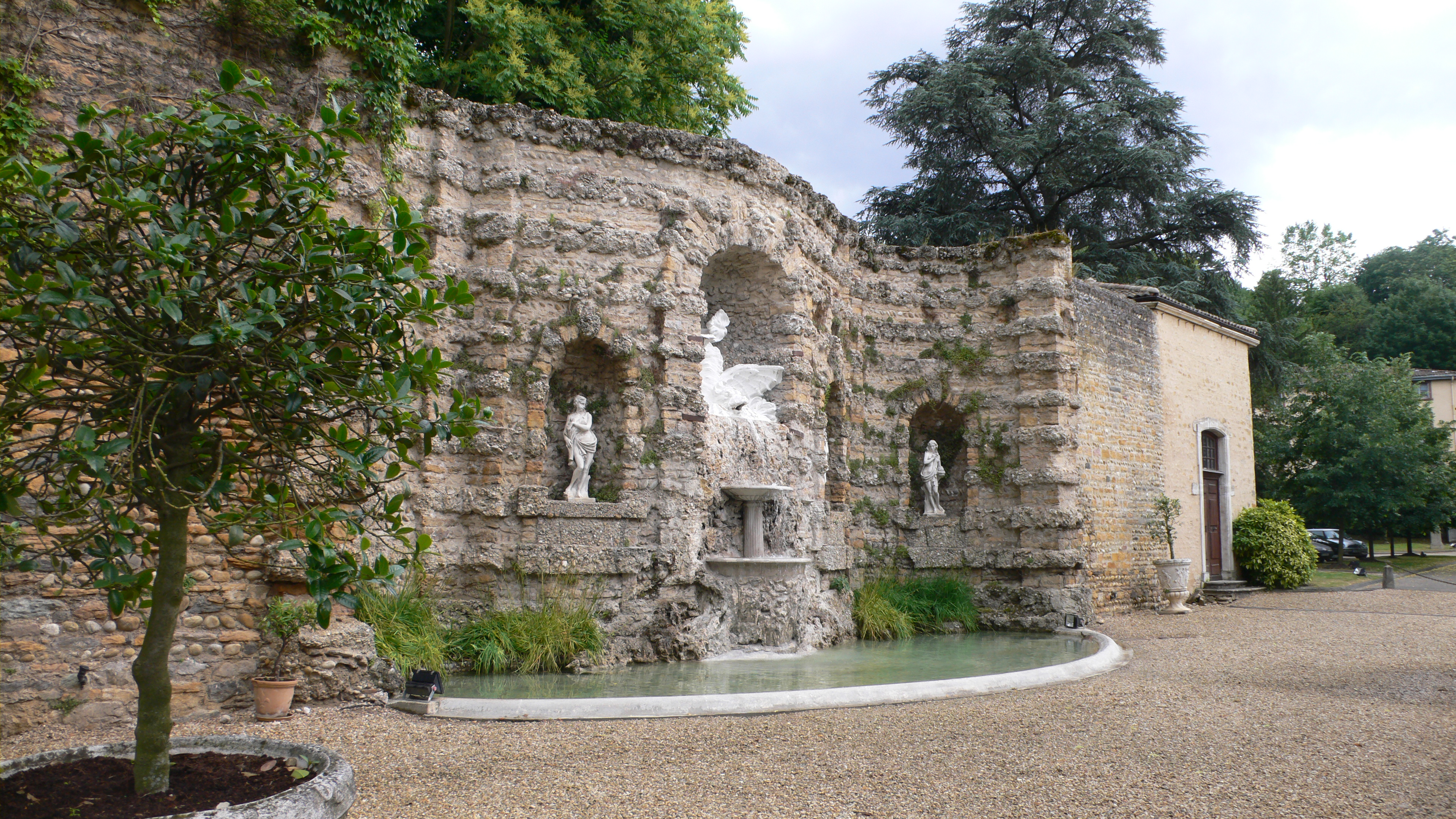
Нимфеум. Ла-Ривет, Франция
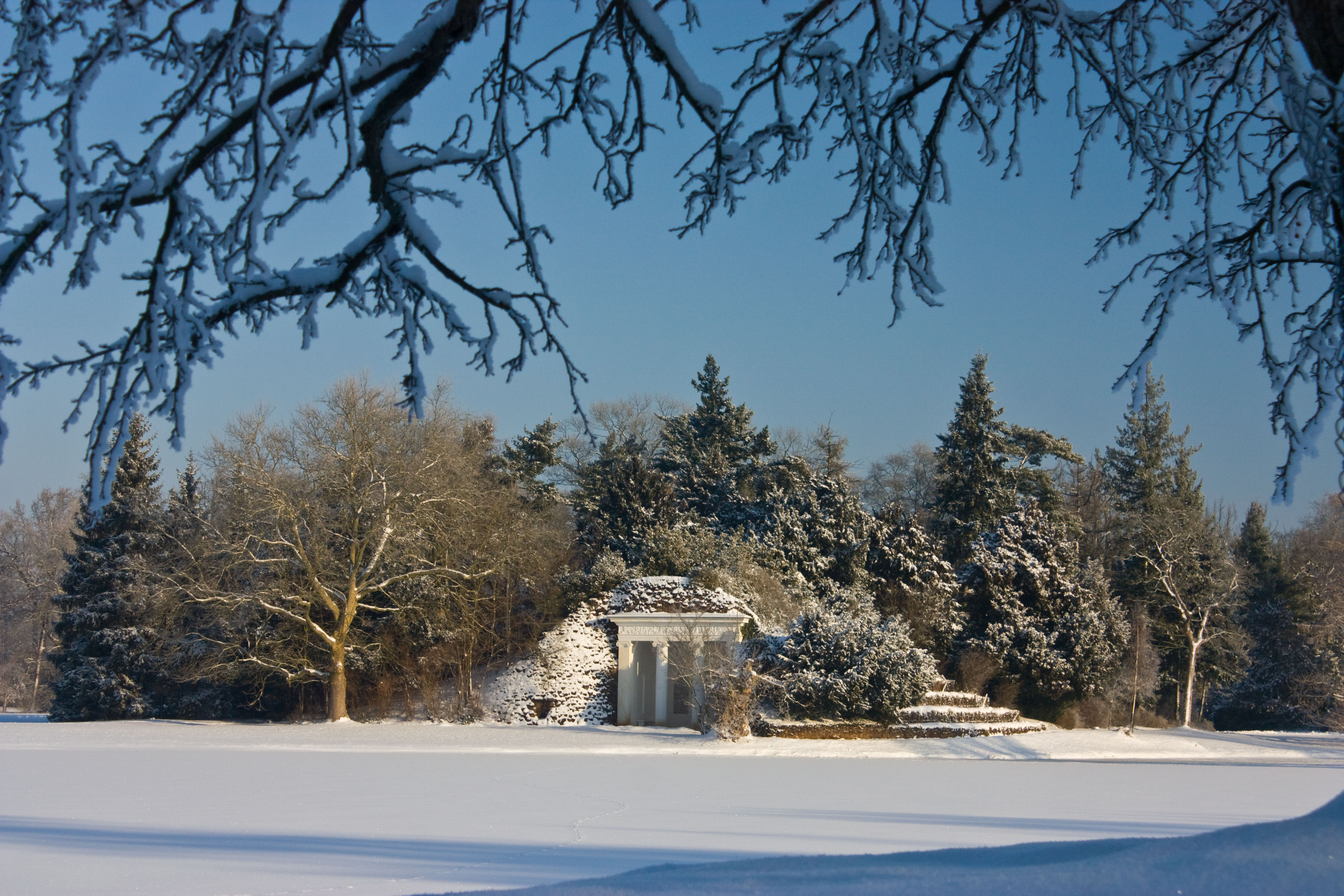
Нимфеум зимой. Парк в Вёрлице, Германия